# Сет Роллинс
Ко́лби Дэ́ниел Ло́пес (англ. Colby Daniel Lopez, род. 28 мая 1986, Давенпорт, Айова) — американский рестлер, выступающий в WWE на бренде Raw под именем Сет Ро́ллинс (англ. Seth Rollins). Его считают одним из лучших рестлеров своего поколения за его способности на ринге и умение по-новому представить своего экранного персонажа. 7 апреля 2024 потерял титул чемпиона мира в тяжёлом весе, уступив его Дрю Макинтайру по результатам боя на Wrestlemania 40.
До подписания контракта с WWE Лопес выступал под именем Тайлер Блэк (англ. Tyler Black) в Ring of Honor (ROH) и вместе с Джимми Джейкобсом входил в состав команды «Эпоха падения». За время работы в ROH он один раз выиграл титул чемпиона мира ROH и дважды командное чемпионство мира ROH вместе с Джейкобсом, а также выиграл турнир Survival of the Fittest в 2009 году. Лопес также выступал в различных независимых промоушенах, включая Full Impact Pro, где он был однократным чемпионом мира FIP в тяжёлом весе, а также Pro Wrestling Guerrilla, где он был однократным командным чемпионом мира PWG, также вместе с Джейкобсом.
Лопес подписал контракт с WWE в 2010 году и был направлен на территорию развития Florida Championship Wrestling (FCW), где получил имя Сет Роллинс и стал первым чемпионом Большого шлема FCW. После того как WWE провела ребрендинг FCW в NXT, он стал первым чемпионом NXT. Лопес дебютировал в основном ростере WWE на Survivor Series 2012 года в составе группировки под названием «Щит» вместе с Дином Эмброузом и Романом Рейнсом. Вместе с Рейнсом Роллинс выиграл свой первый титул командного чемпиона WWE. Затем Роллинс выиграл титул чемпиона мира WWE в тяжёлом весе, чемпиона Вселенной WWE, интерконтинентальное чемпионство WWE и титул чемпиона Соединённых Штатов WWE. Он также победил в 2014 году в матче Money in the Bank, в 2015 году получил премию Slammy как суперзвезда года и в 2019 году выиграл «Королевскую битву».
Роллинс — шестикратный чемпион мира в WWE, чемпион Тройной короны, чемпион Большого шлема, рекордсмен по количеству титулов командных чемпионств WWE Raw — шесть. Роллинс был хедлайнером многих крупных шоу WWE, включая WrestleMania 31. Ветеран индустрии Стинг, который провёл свой последний матч в WWE против Роллинса, назвал его самым талантливым рестлером, которого он когда-либо видел или с которым работал. Роллинс был звездой обложки видеоигры WWE 2K18 и назван рестлером номер один в мире в списке PWI 500 от Pro Wrestling Illustrated в 2015 и 2019 годах.

## Ранняя жизнь
Колби Дэниел Лопес родился 28 мая 1986 года в Давенпорте, Айова. Он имеет армянское (по отцу), немецкое и ирландское происхождение. Фамилия Лопес происходит от его мексикано-американского отчима, которого он считает родным отцом. В 2019 году с помощью теста ДНК он узнал, что у него есть давно потерянные брат и сестра. Он окончил среднюю школу в 2004 году. В подростковом возрасте он был интровертом и большим поклонником металкор и пост-хардкор музыки, и вёл образ жизни straight edge. Роллинс тренировался в школе рестлинга, принадлежащей Дэнни Дэниелсу, на границе Чикаго и Оук-Парка, Иллинойс.

## Карьера в рестлинге

### Независимая сцена (2005—2006)

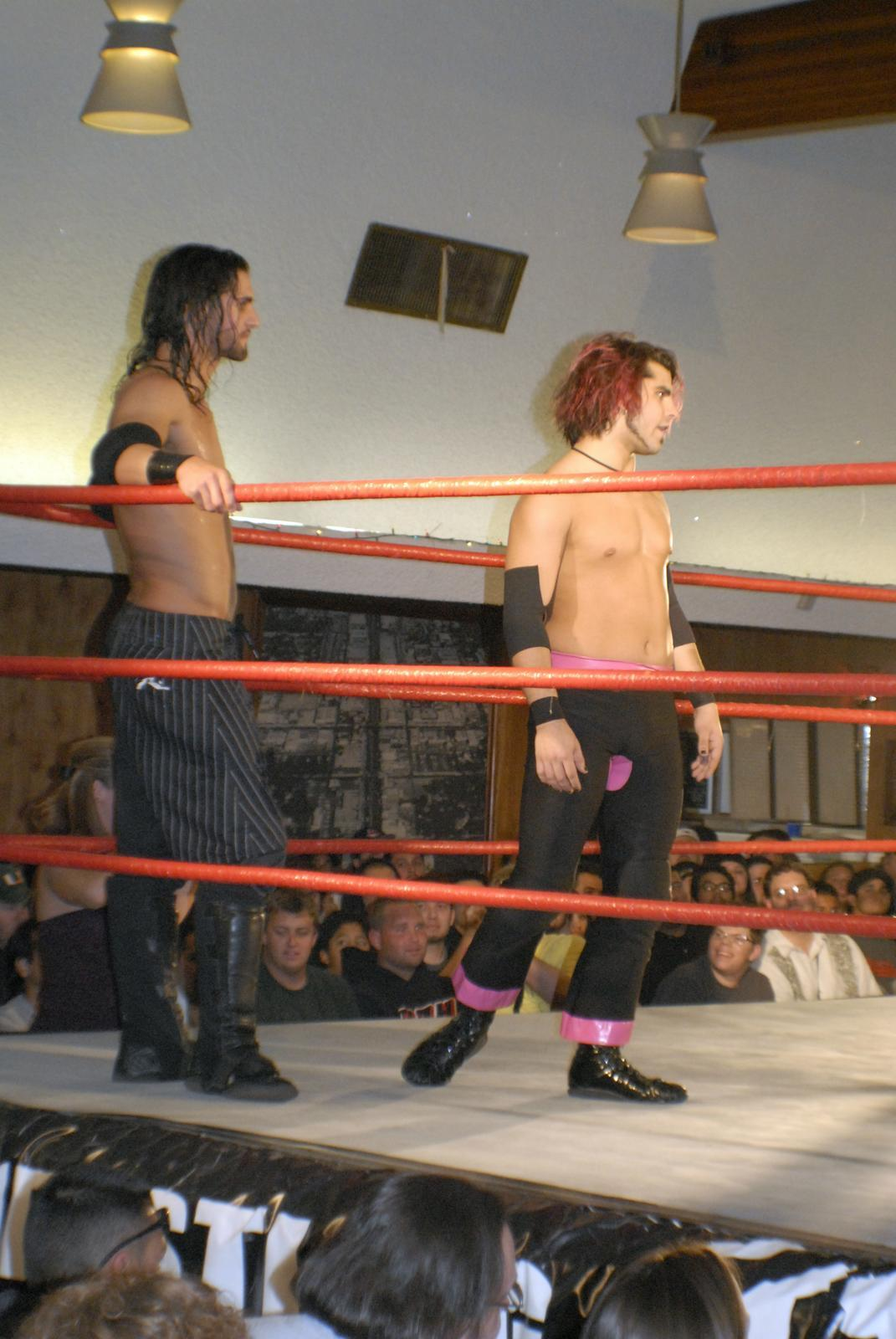
Блэк (слева) вместе с лидером «Эпохи падения» Джимми Джейкобсом на шоу PWG в 2005 году

Лопес дебютировал в 2005 году, выступая на независимой сцене Айовы под именем Джикс. Затем он присоединился к Independent Wrestling Association Mid-South (IWA) Яна Роттена под именем Тайлер Блэк и принял участие в турнире Ted Petty Invitational Tournament, победив Сала Томаселли, после чего был побеждён Мэттом Сайдалом в четвертьфинале 23 сентября 2005 года в Хаммонде, Индиана.
Вскоре он присоединился к NWA Midwest и вместе с Мареком Брейвом выиграл командное чемпионство. В начале 2006 года они несколько раз успешно защищали титул командных чемпионов NWA Midwest против Райана Боза и Дэнни Дэниелса, Бретта Уэйна и Хайпа Готти и Джейсона Рейна и Марко Кордовы. Он ненадолго появился в Total Nonstop Action Wrestling (TNA) и в команде с Джеффом Лаксоном проиграл The Latin American Xchange (Хомисайду и Эрнандесу) на шоу Impact! в октябре 2006 года.
25 мая 2007 года, во время матча с командными чемпионами Full Impact Pro (FIP) братьями Бриско (Джей и Марк Бриско) в Мельбурне, Флорида, партнёр Блэка по команде Марек Брейв получил серьёзную травму спины, что заставило Блэка продолжить одиночную карьеру, выступая в Pro Wrestling Guerrilla (PWG), где он победил Джоуи Райана в своём дебюте 10 июня.
На шоу PWG Life During Wartime 6 июля 2008 года Блэк в команде с Джимми Джейкобсом выиграл командное чемпионство мира PWG, победив Родерика Стронга и Эль Дженерико, который был заменён Джеком Эвансом. На шоу FIP 20 декабря Блэк победил Го Шиозаки и выиграл титул чемпион мира FIP в тяжёлом весе. На шоу FIP 2 мая 2009 года Дэйви Ричардс получил титул чемпион мира FIP в тяжёлом весе, так как Блэк не смог участвовать в матче.

### Ring of Honor

#### «Эпоха падения» (2007—2009)
В сентябре 2007 года на шоу Ring of Honor (ROH) Man Up Блэк дебютировал вместе с Джимми Джейкобсом и Некро Бутчером. Они напали на братьев Бриско и подвесили Джея Бриско в петле. Эта тройка сформировала группировку под названием «Эпоха падения». Этот сюжет вызвал столько споров, что ROH решила убрать кадры с записи. Блэк дебютировал в ROH позже той же ночью в тёмном матче, победив Джека Эванса.
На Glory by Honor VI в ноябре Блэк победил Алекса Пэйна, но после матча был атакован братьями Бриско. Он появился вместе с «Эпохой падения» в их матче против братьев Бриско во время главного события шоу. На Final Battle в декабре Блэк и Джейкобс победили братьев Бриско и выиграли титул командных чемпионов мира ROH.

Через месяц, 26 января 2008 года, они проиграли титул команде No Remorse Corps (Дэйви Ричардс и Рокки Ромеро) в матче на выносливость, в котором также участвовали The Hangmen 3 (Брент Олбрайт и Би Джей Уитмер) и команда Остина Эйриса и Брайана Дэниелсона.

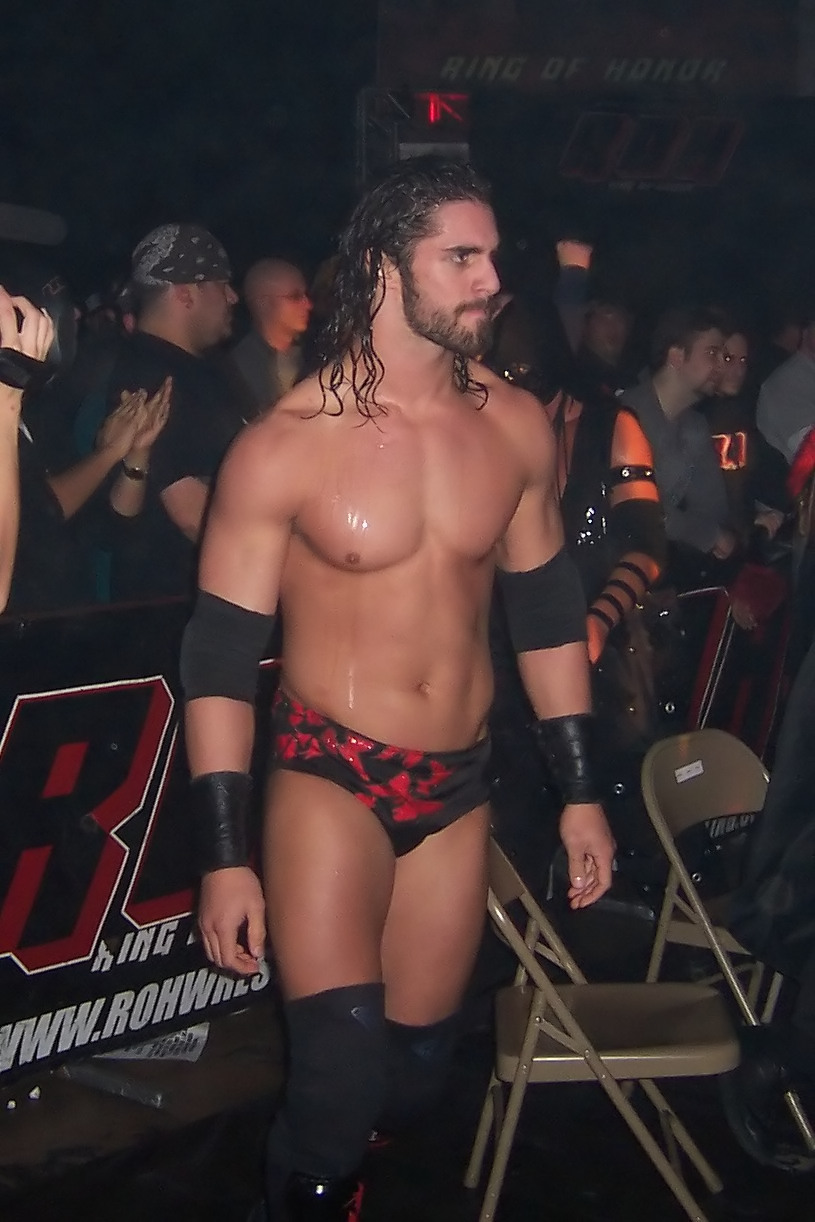
Блэк в декабре 2008 года

На Take No Prisoners, шестом pay-per-view ROH, Блэк бросил вызов Найджелу Макгиннессу за титул чемпиона мира ROH, но потерпел поражение. На шоу Up For Grabs Блэк и Джейкобс выиграли турнир из восьми команд и во второй раз завоевали титул командных чемпионов мира ROH. Они проиграли титул на шоу Driven команде Кевина Стина и Эль Дженерико. Блэк получил второй шанс стать чемпионом мира ROH на шоу Death Before Dishonor VI в Нью-Йорке, где он встретился с Макгиннессом, Дэниелсоном и Клаудио Кастаньоли в четырёхстороннем матче на выбывание, но Макгиннесс сохранил титул.
На Final Battle в декабре 2008 года, после того, как Блэк проиграл Остину Эйрису в матче претендентов номер один, Джейкобс отвернулся от него, и Блэк был атакован Эйрисом. 16 января 2009 года на Full Circle Блэк получил матч без титула с тогдашним чемпионом мира ROH Найджелом Макгиннессом, в котором Блэк одержал победу. На следующий вечер Блэк встретился с Макгиннессом в матче за титул, который закончился вничью. 26 июня на шоу Violent Tendencies Блэк победил Джимми Джейкобса в матче в стальной клетке, положив конец их вражде.

#### Чемпион мира ROH и уход (2009—2010)
В сентябре 2009 года Блэк взял перерыв после операции на шее. 10 октября Блэк победил Кенни Кинга в первом раунде, а затем Клаудио Кастаньоли, Кольта Кабану, Делириуса, Криса Хиро и Родерика Стронга в финале и выиграл турнир Survival of the Fittest 2009 года, получив право на матч за звание чемпиона мира ROH. 19 декабря на Final Battle, первой прямой трансляции в истории ROH, Блэк сразился с тогдашним чемпионом мира ROH Остином Эйрисом в ничью по истечении 60-минутного лимита. Из-за этой ничьей распорядитель ROH Джим Корнетт назначил матч-реванш между этими двумя рестлерами 13 февраля 2010 года на Восьмом юбилейном шоу компании. Корнетт создал судейскую коллегию, в которую вошли он сам и по одному человеку от каждого участника, чтобы в случае ничьей был определён победитель. Эйрис выбрал Кинга, а Блэк — Стронга, которому он гарантировал матч за титул чемпиона мира ROH в случае своей победы. На этом шоу Блэк победил Эйриса и выиграл титул чемпиона мира ROH.
3 апреля на шоу The Big Bang! Блэк сохранил титул в трёхстороннем матче на выбывание против Остина Эйриса и Родерика Стронга. Он также сохранил титул 19 июня на следующем шоу Death Before Dishonor VIII в матче против Дэйви Ричардса. Блэк превратился в злодея во время шоу Ring of Honor Wrestling 20 августа, после того как стало известно, что он подписал контракт с World Wrestling Entertainment (WWE). Он угрожал забрать титул чемпиона мира ROH с собой в WWE и отказался поставить его на кон в матче с Дэйви Ричардсом 28 августа, который он затем проиграл. 11 сентября на Glory By Honor IX, в своём последнем выступлении в ROH, Блэк проиграл титул чемпиона мира ROH Родерику Стронгу в матче без дисквалификации с Терри Фанком в качестве приглашённого энфорсера, завершив своё чемпионство в 210 дней после семи успешных защит титула.

### World Wrestling Entertainment/WWE

#### Подготовительные площадки (2010—2012)
8 августа 2010 года Лопес подписал контракт на развитие с WWE и в сентябре был назначен во Florida Championship Wrestling (FCW). 14 сентября Блэк дебютировал в WWE в тёмном матче перед началом SmackDown, победив Трента Баррету.
Лопес дебютировал в FCW 30 сентября под именем Сет Роллинс, проиграв Майклу Макгилликатти. Затем 4 ноября Роллинс встретился с Унико в первом в истории FCW 15-минутным матчем «Железный человек», где они сразились вничью 1:1. После этого Роллинс вместе с Унико, Ричи Стимботом и Джиндером Махалом принял участие в турнире FCW 15 Jack Brisco Classic. 13 января 2011 года Роллинс победил Унико в финале, выиграл турнир и стал первым в истории чемпионом FCW им. Джеко Бриско. 25 марта на домашнем шоу Роллинс и Ричи Стимбот победили Дэмиена Сэндоу и Тайтуса О’Нила и выиграли командное чемпионство Флориды FCW. В итоге Роллинс и Стимбот проиграли титул Биг И Лэнгстону и Келвину Рейнсу.
В июле 2011 года Роллинс начал вражду с Дином Эмброузом. Эмброуз и Роллинс провели свой первый матч за титул чемпиона FCW им. Джека Бриско в 15-минутном матче «Железный человек» на эпизоде FCW от 14 августа, который закончился вничью, ни один из бойцов не совершил ни одного удержания, в результате чего Роллинс сохранил свой титул. Последующий 20-минутный матч-реванш за титул спустя две недели завершился аналогичной ничьей 0:0. Второй 30-минутный матч-реванш за титул, состоявшийся 18 сентября на FCW, закончился вничью 2:2, и матч был переведён в овертайм, где Роллинс выиграл матч со счётом 3:2. 22 сентября Роллинс проиграл титул чемпиона FCW им. Джека Бриско Дэмиену Сэндоу по дисквалификации после того, как Эмброуз атаковал Сэндоу в конце матча.
23 февраля 2012 года Роллинс победил Лео Крюгера и стал новым чемпионом Флорида FCW в тяжёлом весе. Роллинс проиграл чемпионат Рику Виктору на домашнем шоу 31 мая.
Когда в августе 2012 года WWE провела ребрендинг FCW в NXT, дебют Роллинса в NXT состоялся во втором эпизоде шоу NXT в Full Sail University 27 июня, когда он победил Дзиро. Роллинс принял участие в турнире Gold Rush для определения первого в истории чемпиона NXT, где он победил Джиндера Махала в финале турнира 29 августа. В эпизоде NXT от 10 октября Роллинсм провёл первую успешную защиту своего титула, победив Майкла Макгилликатти.

#### «Щит» (2012—2014)

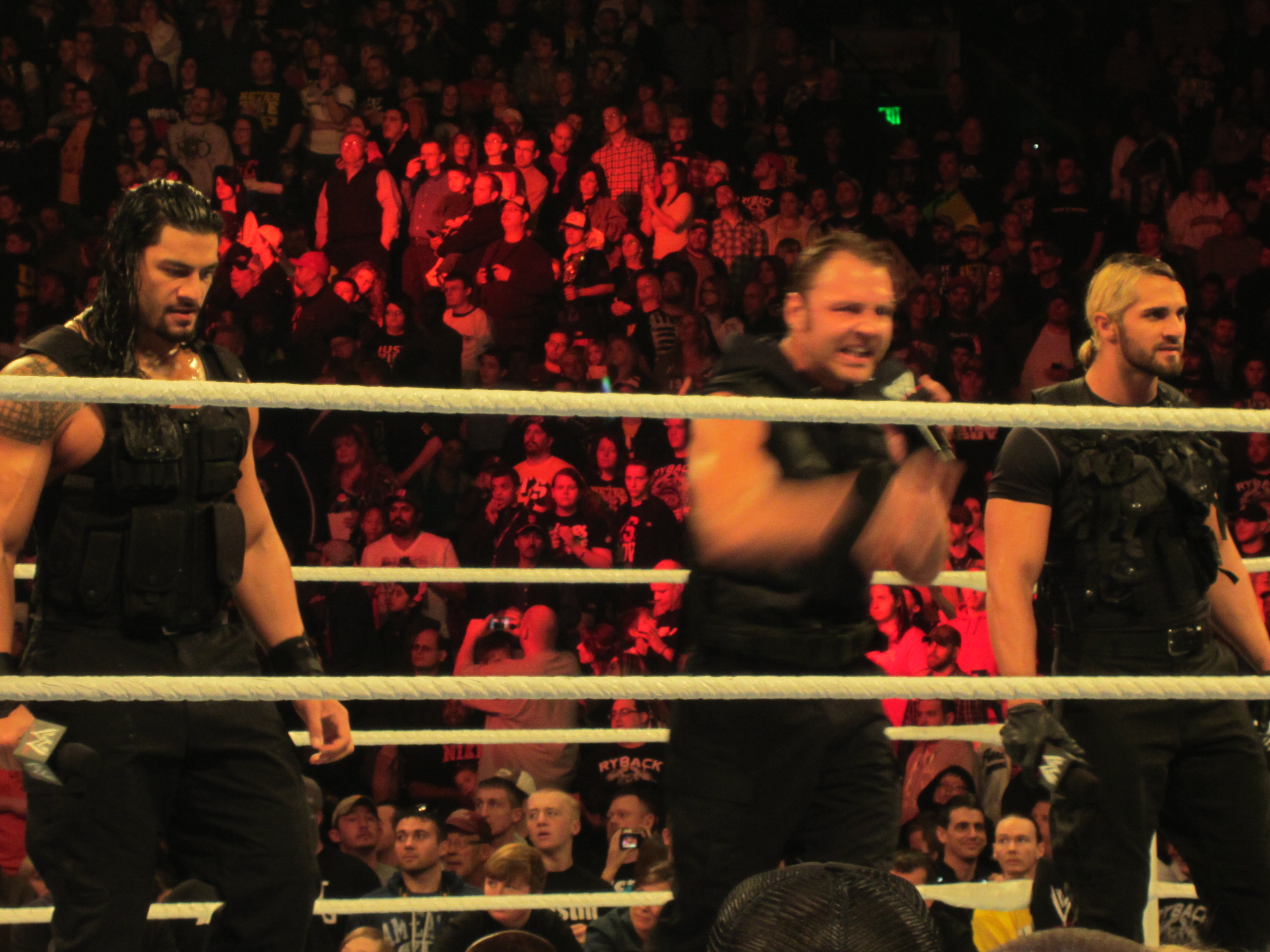
Роллинс (справа) дебютировал в основном ростере WWE в составе группировки «Щит» в ноябре 2012 года

18 ноября 2012 года, на шоу Survivor Series, Роллинс дебютировал в качестве хила вместе с Дином Эмброузом и Романом Рейнсом, напав на Райбэка во время главного боя за титул чемпиона WWE, что позволило Си Эм Панку удержать Джона Сину и сохранить титул. Трио объявило себя «Щитом», поклялось выступить против «несправедливости» и отрицало, что работает на Панка, но регулярно появлялось из толпы, чтобы атаковать противников Панка. Это привело к матчу TLC на TLC: Tables, Ladders & Chairs 16 декабря, где «Щит» победил команду Hell No (Дэниел Брайан и Кейн) и Райбека в их дебютном матче в WWE. Роллинс продолжал появляться на NXT и защищать титул чемпиона NXT, пока не проиграл его Биг И Лэнгстону в эпизоде NXT от 9 января 2013 года. «Щит» продолжал помогать Панку после TLC, напав на Райбека и Скалу в январе 2013 года. В эпизоде Raw от 28 января стало известно, что Панк и его менеджер Пол Хейман платили «Щиту» и Брэду Мэддоксу за работу на них.

Затем «Щит» тихо прекратил сотрудничество с Панком и начал вражду с Джоном Синой, Райбеком и Шимусом, которая привела к матчу шести человек на Elimination Chamber 17 февраля, который «Щит» выиграл. Затем «Щит» встретился с Шимусом, Биг Шоу и Рэнди Ортоном на WrestleMania 29 7 апреля, где «Щит» одержал победу в своём первом матче на WrestleMania. На следующий вечер на Raw «Щит» попытался напасть на Гробовщика, но был остановлен командой Hell No. 22 апреля на Raw состоялся матч шести человек, который выиграл «Щит». На выпуске Raw от 13 мая победная серия «Щита» закончилась поражением по дисквалификации в матче против Джона Сины, Кейна и Дэниела Брайана.

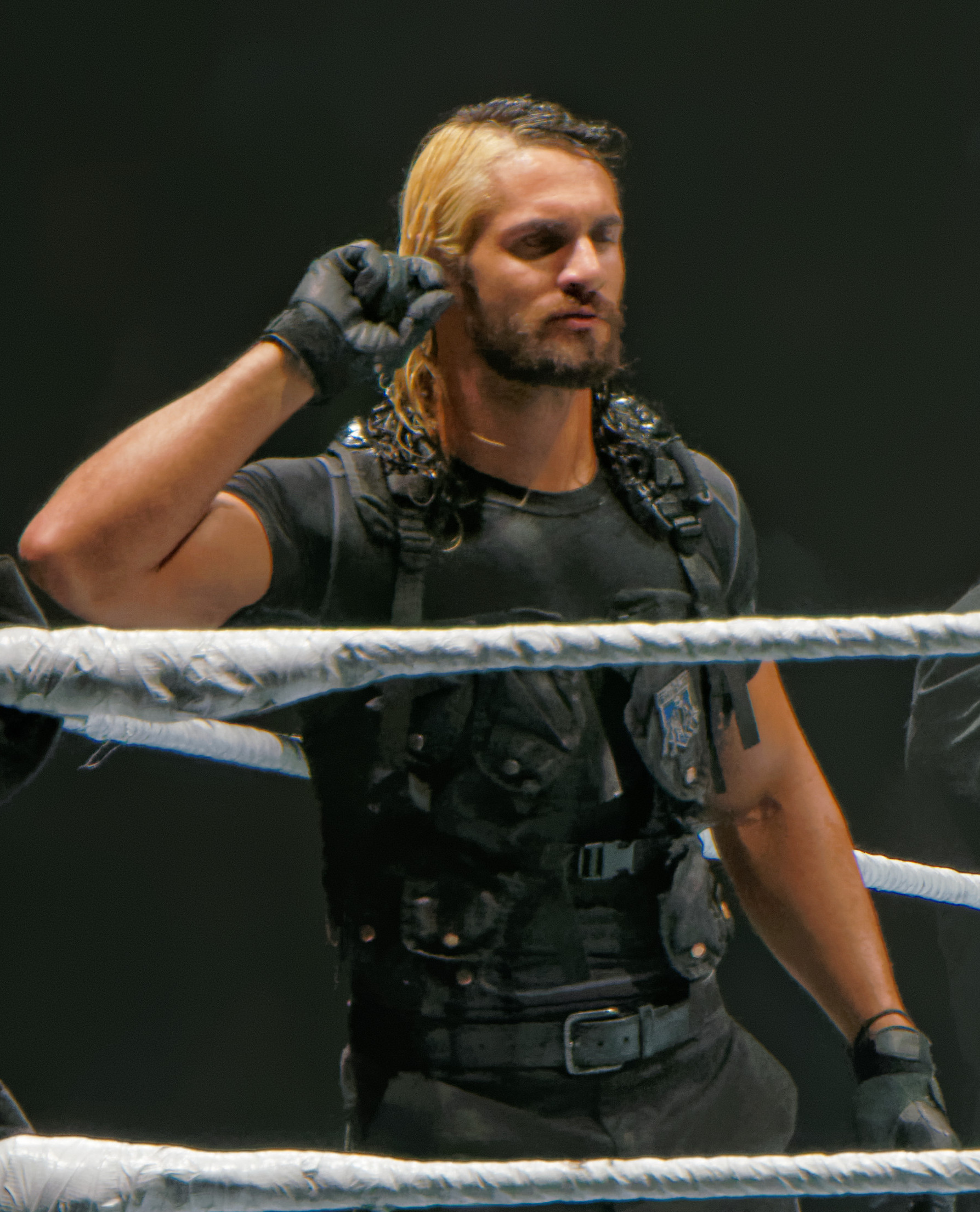
Роллинс на живом шоу WWE в ноябре 2013 года

19 мая на Extreme Rules Роллинс и Рейнс победили команду Hell No в командном матче и выиграли командное чемпионство WWE. В эпизоде SmackDown от 14 июня «Щит» потерпел своё первое поражение в телевизионных матчах против команды Hell No и Рэнди Ортона, когда Брайан заставил Роллинса сдаться. Затем 13 июня Роллинс и Рейнс успешно защитили командное чемпионство WWE против Брайана и Ортона на шоу Payback. В августе «Щит» начал работать на главного операционного директора Трипл Эйча и его группировку «Власть». Они сохранили свои титулы против братьев Усо во время предварительного шоу Money in the Bank 14 июля и против «Игроков прайм-тайма» (Даррен Янг и Тайтус О’Нил) на Night of Champions 15 сентября. На Battleground 6 октября недавно уволенные (сюжетно) Коди Роудс и Голдаст вернули себе работу, победив Роллинса и Рейнса в матче без титулов на кону.
На эпизоде Raw 14 октября Роллинс и Рейнс проиграли титулы Коди Роудсу и Голдасту в матче без дисквалификации после вмешательства Биг Шоу. На Hell in a Cell 27 октября Роллинсу и Рейнсу не удалось вернуть титулы в матче тройной угрозы, в котором также участвовали братья Усо. На Survivor Series 24 ноября «Щит» объединился с Антонио Сезаро и Джеком Сваггером и встретился с Реем Мистерио, братьями Усо, Коди Роудсом и Голдастом в традиционном матче Survivor Series. Хотя Роллинс вылетел от рук Мистерио, Рейнс выиграл матч за команду. На TLC: Tables, Ladders & Chairs 15 декабря «Щит» проиграл Си Эм Панку в матче с гандикапом после того, как Рейнс случайно ударил Эмброуза. На Royal Rumble 26 января 2014 года Роллинс вышел на свой первый матч «Королевская битва» под номером 2 и выбросил трёх человек, прежде чем его выбросил партнёр по команде Рейнс. На следующий вечер на Raw «Щит» сразился с Дэниелом Брайаном, Шимусом и Джоном Синой в отборочном матче для участия в матче Elimination Chamber за звание чемпиона мира WWE в тяжёлом весе, но проиграл матч по дисквалификации после того, как «Семья Уайаттов» (Брэй Уайатт, Эрик Роуэн и Люк Харпер) вмешались и атаковали Сину, Брайана и Шимуса. На Elimination Chamber 23 февраля «Щит» проиграл матч-реванш «Семье Уайаттов».

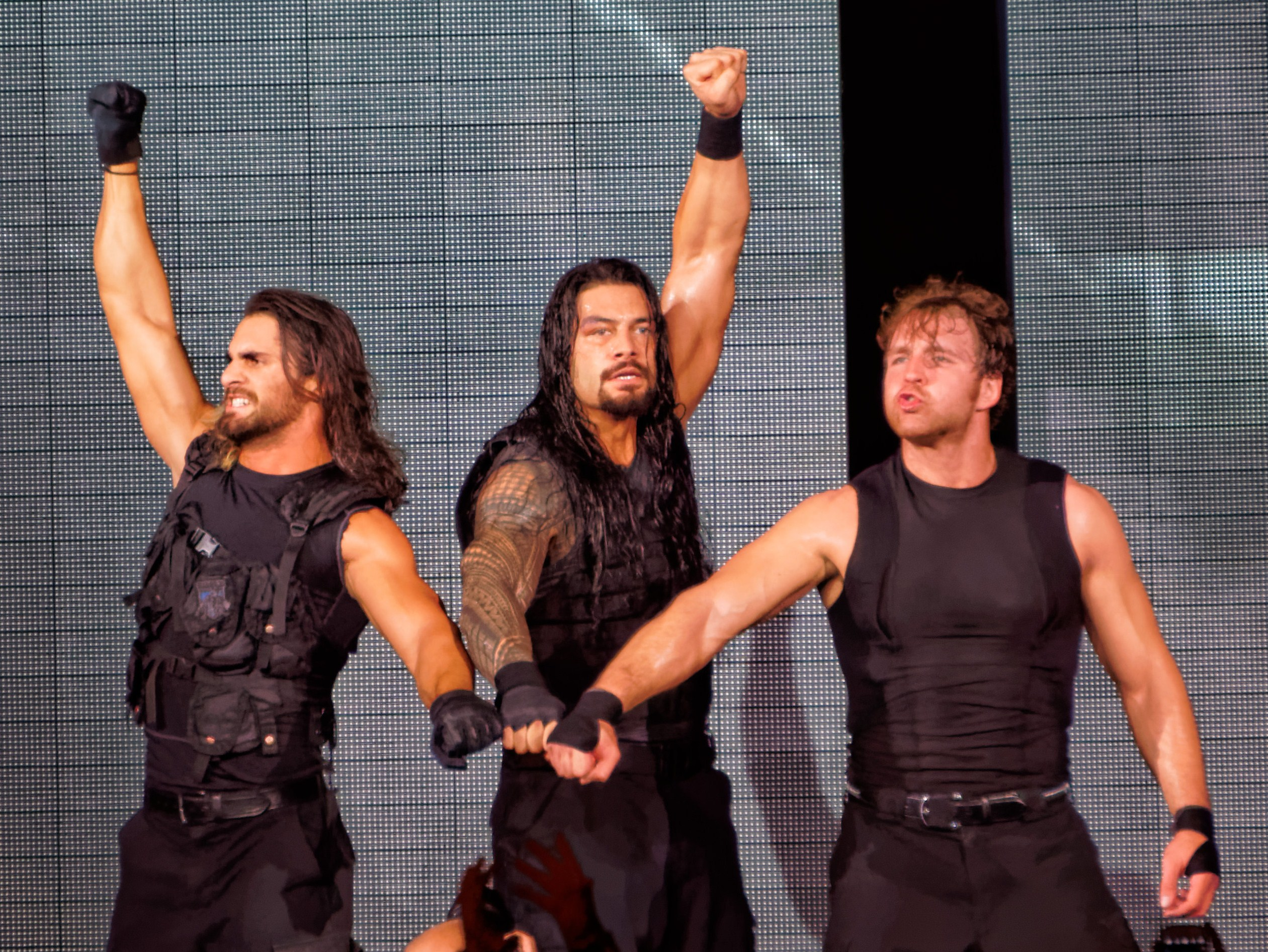
«Щит» принимает свою фирменную позу в мае 2014 года

Позже, в марте, «Щит» начал вражду с Кейном, в процессе которой стали фейсами. На WrestleMania XXX 6 апреля «Щит» победил Кейна и «Изгоев нового века» (Билли Ганн и Роуд Догг), выиграв таким образом свой второй матч на WrestleMania. После этого «Щит» враждовал с Трипл Эйчем, главным операционным директором WWE и лидером «Власти», который затем реформировал «Эволюцию» с Батистой и Рэнди Ортоном, чтобы выступить против «Щита». Щит победил «Эволюцию» на Extreme Rules 4 мая и снова на Payback 1 июня в матче на выбывание без правил, в котором ни один из членов «Щита» не был вылетел.

#### Чемпион мира WWE в тяжёлом весе (2014—2016)

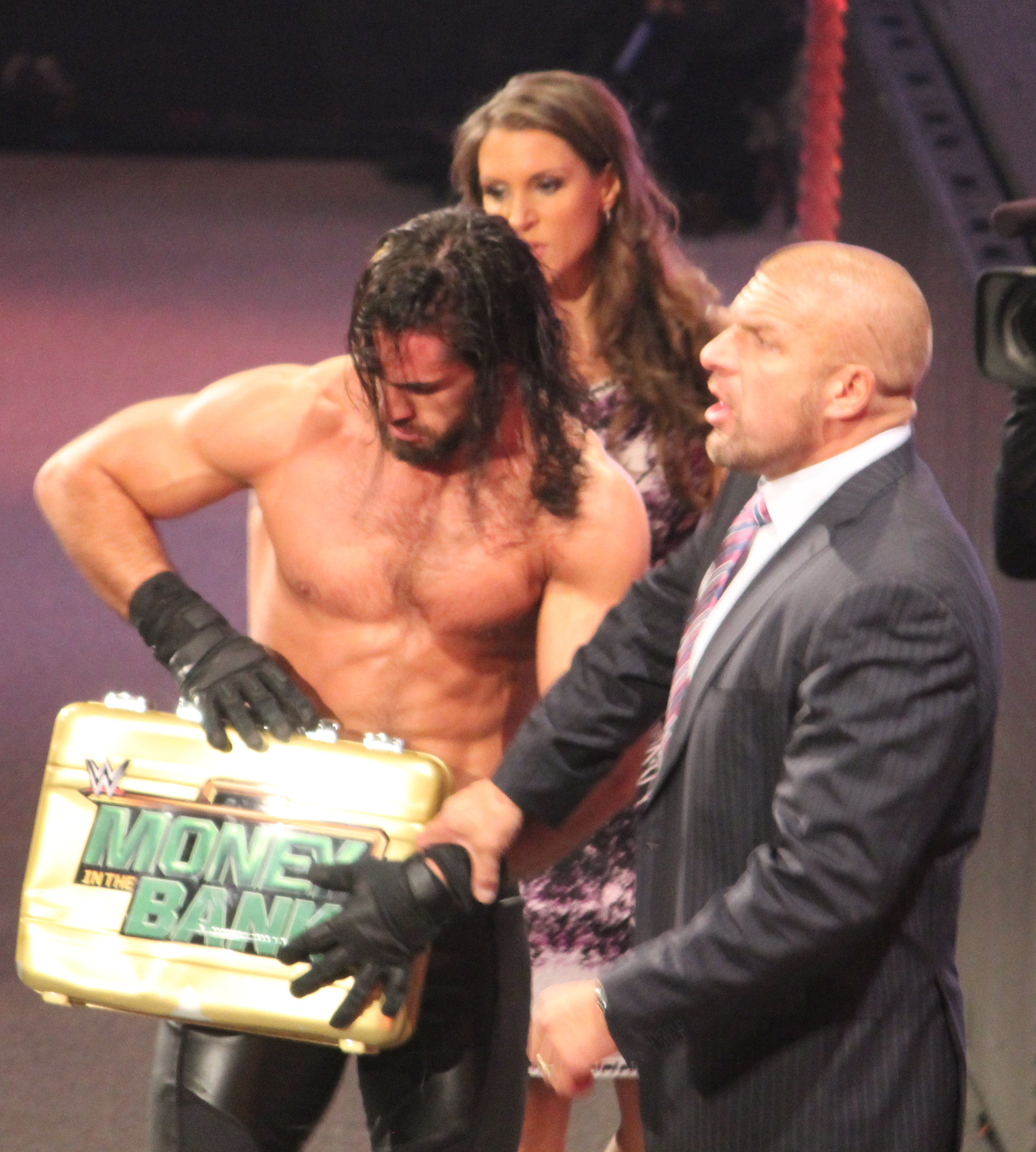
Роллинс в сопровождении Трипла Эйча и Стефани Макмэн держит свой кейс Money in the Bank в сентябре 2014 года

На эпизоде Raw от 2 июня Роллинс отвернулся от Эмброуза и Рейнса, чтобы снова присоединиться к «Власти» и снова стать хилом. Он включил себя в матч Money in the Bank 29 июня, который он выиграл после вмешательства Кейна. Роллинс победил Эмброуза на Battleground 20 июля по решению Трипл Эйча после того, как их матч был отменён после предматчевого нападения Эмброуза на Роллинса за кулисами, а также на SummerSlam 17 августа в матче с дровосеками после того, как он ударил его кейсом Money in the Bank после вмешательства Кейна.
На следующий вечер на Raw Роллинс снова победил Эмброуза в матче с удержаниями где угодно после того, как Кейн снова вмешался и помог Роллинсу выполнить Curb Stomp на Эмброузе через бетонные блоки, нанеся ему сюжетную травму. Затем Роллинс начал враждовать с Романом Рейнсом, и матч между ними был назначен на Night of Champions 21 сентября, но у Рейнса развилась грыжа, которая потребовала операции, в результате чего Роллинс был объявлен победителем, а затем подвергся нападению вернувшегося Эмброуза. Вскоре после этого Роллинс взял Джейми Ноубла и Джоуи Меркьюри в качестве телохранителей. Вражда между Роллинсом и Эмброузом достигла кульминации 26 октября на Hell in a Cell, где Роллинс победил Эмброуза в матче «Ад в клетке» после того, как Брэй Уайатт вмешался и напал на Эмброуза. После Hell in a Cell между Роллинсом и Рэнди Ортоном стало нарастать напряжение из-за того, что «Власть» предпочла Роллинса, что привело к матчу между ними на Raw 3 ноября, который выиграл Роллинс. После матча Ортон напал на «Власть», но был повержен, в результате того, что Роллинс провёл Ортону Curb Stomp о стальные ступеньки ринга, нанеся ему сюжетную травму. На Survivor Series 23 ноября Роллинс возглавил команду «Власти» в матче против команды Сины, в котором он оказался единственным выжившим из своей команды и в конце был побеждён Дольфом Зигглером, в результате чего «Власть» была отстранена от управления WWE. На шоу TLC: Tables, Ladders & Chairs 14 декабря он проиграл Сине в матче со столами.
На эпизоде Raw от 5 января 2015 года «Власть» восстановили контроль над WWE. 25 января на Royal Rumble Роллинс участвовал в матче за звание чемпиона мира WWE в тяжёлом весе против Сины и чемпиона Брока Леснара, который выиграл Леснар, удержав Роллинса. На Fastlane 22 февраля Роллинс, Биг Шоу и Кейн победили Зигглера, Эрика Роуэна и Райбека, однако после матча Рэнди Ортон вернулся и напал на Ноубла, Меркьюри и Кейна, а Роллинс сбежал с арены. После нескольких недель намёков о воссоединении со «Властью», Ортон в конце концов напал на Роллинса, что привело к матчу между ними на WrestleMania 31 29 марта, который Роллинс проиграл. Позже в тот же вечер Роллинс обналичил свой контракт Money in the Bank во время матча за звание чемпиона мира WWE в тяжёлом весе между Леснаром и Рейнсом, превратив его в матч тройной угрозы, и удержал Рейнса, завоевав титул впервые в своей карьере и став первым человеком, обналичившим свой контракт Money in the Bank на WrestleMania и во время матча за титул. После WrestleMania Роллинс продолжил вражду с Ортоном, что привело к матчу за чемпионский титул в стальной клетке с участием Кейна в качестве специально приглашённого «стража» на Extreme Rules 26 апреля, где Роллинс удержал титул после вмешательства Кейна. На шоу Payback 17 мая Роллинс сохранил чемпионский титул против Ортона, Рейнса и Эмброуза в матче, удержав Ортона. Затем Роллинс сохранил титул против Эмброуза 31 мая на Elimination Chamber после того, как его дисквалифицировали. Роллинс снова одержал победу над Эмброузом на Money in the Bank 14 июня в матче с лестницами.
На Battleground 19 июля Роллинс сохранил титул по дисквалификации против Брока Леснара после того, как Гробовщик вмешался и атаковал Леснара. В августе Роллинс продолжил вражду с чемпионом Соединённых Штатов Джоном Синой. Он победил Сину в матче «Победитель получает всё» на SummerSlam 23 августа за титулы чемпиона мира WWE в тяжёлом весе и чемпиона Соединённых Штатов после вмешательства Джона Стюарта. Благодаря этой победе Роллинс стал первым и единственным рестлером, который одновременно владел обоими титулами. 20 сентября на Night of Champions он проиграл титул чемпиона Соединённых Штатов Сине, но смог сохранить чемпионство мира WWE в тяжёлом весе в матче против Стинга. 25 октября на Hell in a Cell Роллинс успешно защитил чемпионат против Кейна, и по условиям матча Кейн был уволен с поста операционного директора.
4 ноября во время матча с Кейном на шоу WWE в Дублине, Ирландия, Роллинс порвал связки и мениск в колене. Травма потребовала хирургического вмешательства и, по оценкам специалистов, вывела Роллинса из строя примерно на шесть-девять месяцев, поэтому на следующий день он был вынужден отказаться от титула чемпиона мира WWE в тяжёлом весе, завершив своё чемпионство на 220 дней. WWE признаёт, что его чемпионство длилось 219 дней. В эпизоде Raw от 21 декабря Роллинс появился, чтобы принять награду «Слэмми» как Суперзвезда 2015 года.
На Extreme Rules 22 мая 2016 года Роллинс вернулся после травмы и атаковал Романа Рейнса после защиты им титула чемпиона мира WWE в тяжёлом весе против Эй Джей Стайлза. На следующий вечер на шоу Raw Шейн Макмэн назначил матч между Рейнсом и Роллинсом за титул на шоу Money in the Bank. На шоу 19 июня Роллинс победил Рейнса и завоевал свой второй титул чемпиона мира WWE в тяжёлом весе, став первым рестлером, который чисто победил Рейнса в одиночных матчах, но через несколько минут проиграл титул Дину Эмброузу, который обналичил контракт Money in the Bank, выигранный им ранее тем вечером. В июле Роллинсу не удалось отвоевать титул чемпиона WWE у Эмброуза ни на Raw, ни на SmackDown. На драфте WWE 2016 года, состоявшемся 19 июля, Роллинс был переведён на Raw. На Battleground 24 июля Роллинс неудачно участвовал в матче против Эмброуза и Рейнса за титул чемпиона мира WWE, который стал эксклюзивным для бренда SmackDown. В связи с этим на следующий вечер на Raw был представлен титул чемпиона Вселенной WWE. Роллинс проиграл матч за титул против Финна Балора 21 августа на SummerSlam.

#### Воссоединение «Щита» (2016—2017)
После того как Балор отказался от титула следующим вечером на Raw из-за травмы плеча, полученной на SummerSlam, Роллинс встретился с Биг Каcсом, Кевином Оуэнсом и Романом Рейнсом в четырёхстороннем матче на выбывание за титул, но Трипл Эйч вмешался и атаковал Роллинса, позволив Оуэнсу выиграть титул. В эпизоде Raw от 5 сентября Роллинс напал на Оуэнса во время церемонии празднования, впервые с 2014 года став фейсом. Роллинсу не удалось отвоевать титул у Оуэнса на Clash of Champions 25 сентября и Hell in a Cell 30 октября из-за нескольких вмешательств Криса Джерико. На Survivor Series 20 ноября Роллинс вместе с Оуэнсом, Джерико, Броном Строуменом и Романом Рейнсом вошёл в состав команды Raw, проиграв команде SmackDown. На Roadblock: End of the Line 18 декабря Роллинс победил Джерико.

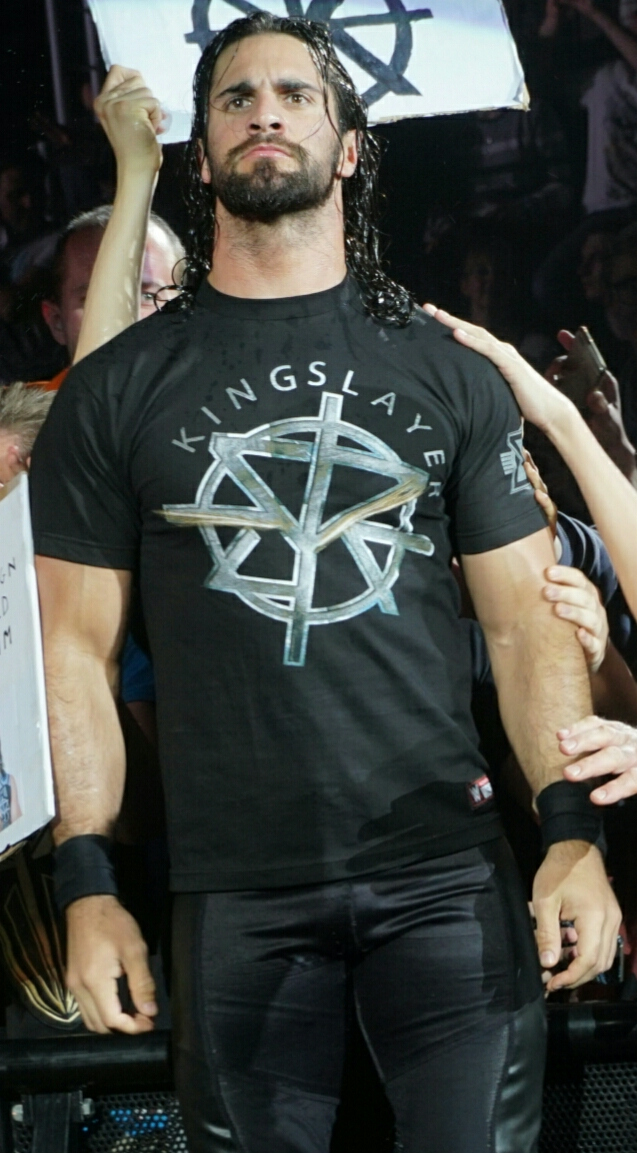
Роллинс в мае 2017 года. Надпись "Убийца королей на его футболке является отсылкой к его победе над Трипл Эйчем на WrestleMania 33

В январе 2017 года Роллинс начал вражду с Трипл Эйчем, которая приведёт к WrestleMania. 28 января Роллинс появился на NXT TakeOver: San Antonio, прервав шоу и потребовав встречи с Трипл Эйчем, который вышел только для того, чтобы приказать охране убрать Роллинса с ринга. В эпизоде Raw от 30 января Роллинс столкнулся со Стефани Макмэн и снова обратился к Трипл Эйчу, требуя ответа за своё предательство. Позже Роллинс попал в засаду, устроенную дебютировавшим Самоа Джо. Роллинс подписал контракт на несанкционированный поединок против Трипл Эйча 2 апреля на WrestleMania 33, который он выиграл. Роллинс победил Самоа Джо на шоу Payback 30 апреля и нанёс Джо первое поражение в одиночном матче в основном ростере. На Extreme Rules 4 июня Роллинс участвовал в пятистороннем матче по экстремальным правилам для определения первого претендента на титул чемпиона Вселенной WWE с участием Балора, Самоа Джо, Рейнса и Уайатта, который выиграл Самоа Джо.
На эпизоде Raw от 10 июля Роллинс спас Дина Эмброуза от нападения Миз и «Мизтураж» (Кертис Аксель и Бо Даллас). Не сумев завоевать доверие Эмброуза в течение нескольких недель, они поссорились на ринге в эпизоде Raw 14 августа и подрались друг с другом, после чего отбились от Сезаро и Шимуса, воссоединив команду. На SummerSlam 20 августа Эмброуз и Роллинс победили Сезаро и Шимуса и завоевали титул командных чемпионов WWE Raw, а 24 сентября сохранили титулы в матче-реванше на No Mercy. В эпизоде Raw от 9 октября Роллинс и Эмброуз воссоединились с Романом Рейнсом. Вновь реформированный «Щит» должен был встретиться с Броном Строуменом, Сезаро, Кейном, Мизом и Шимусом на TLC: Tables, Ladders & Chairs 22 октября в матче TLC пять на три, но Рейнса из-за болезни заменил Курт Энгл, и они выиграли матч. Эмброуз и Роллинс вернули титулы Cезаро и Шимусу на эпизоде Raw 6 ноября из-за того, что «Новый день» со SmackDown отвлёк чемпионов, завершив их чемпионство в 78 дней (WWE признаёт, что их чемпионство длилось 79 дней). На Survivor Series 19 ноября «Щит» победил «Новый день». В декабре Эмброуз получил разрыв бицепса, что вывело его из строя примерно на девять месяцев, и «Щит» пропал с экранов.

#### Интерконтинентальный чемпион (2017—2018)
На эпизоде Raw от 25 декабря Роллинс и Джейсон Джордан победили Сезаро и Шимуса и стали новыми командными чемпионами WWE Raw. На Royal Rumble 28 января 2018 года Роллинс вошёл в матч «Королевская битва» под номером 18, но был выброшен Рейнсом. Сразу после матча Роллинс и Джордан проиграли командное чемпионство Сезаро и Шимусу, завершив своё 34-дневное чемпионство. Команда Роллинса и Джордана распалась 6 февраля после того, как Джордан ушёл с экранов для операции на шее.
После этого Роллинс был назван участником матча Elimination Chamber для определения претендента № 1 на титул чемпиона Вселенной WWE, который состоится на Elimination Chamber. В эпизоде Raw от 19 февраля Роллинс участвовал в матче-жребии из семи человек, чтобы решить, кто войдёт в матч Elimination Chamber последним, где он устранил Романа Рейнса в первом, а затем Джона Сину во втором матче, прежде чем его устранил Элайас. Роллинс боролся в течение одного часа и пяти минут, что является самым продолжительным выступлением в матче любого рестлера за всю историю шоу. Шесть дней спустя, на Elimination Chamber, Роллинс стал пятым человеком, которого в матче устранил Брон Строумен.

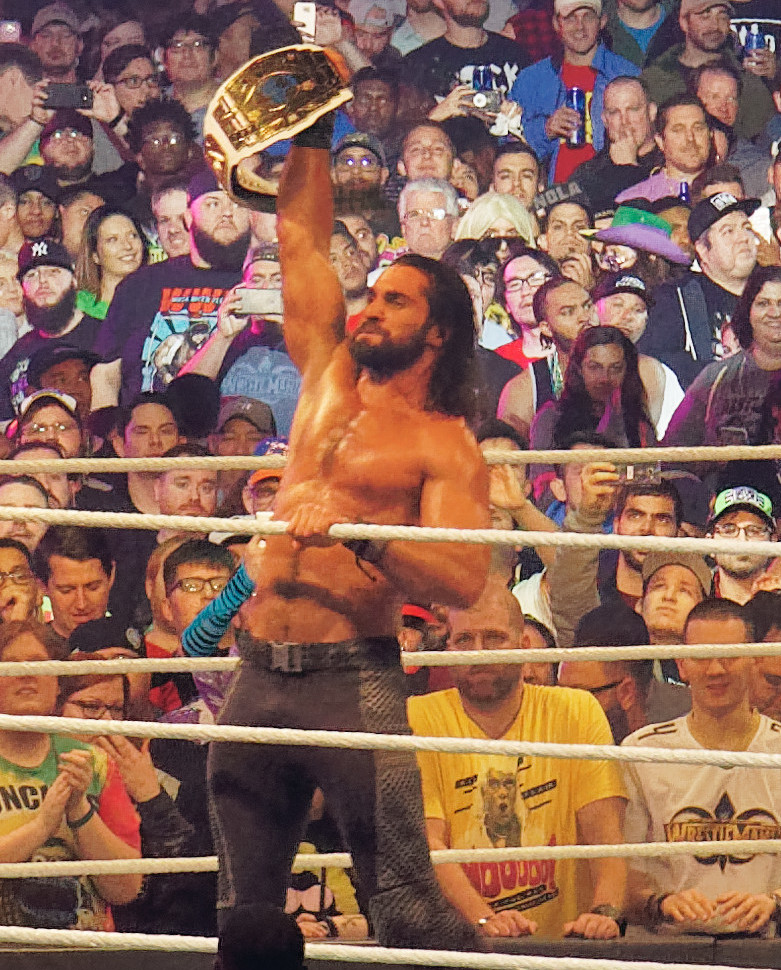
Роллинс выиграл своё первое интерконтинентальное чемпионство на WrestleMania 34

8 апреля на WrestleMania 34 Роллинс победил Финна Балора и Миза в матче тройной угрозы и впервые в своей карьере завоевал интерконтинентальное чемпионство WWE. Благодаря этой победе Роллинс стал двадцать девятым чемпионом Тройной короны и восемнадцатым чемпионом Большого шлема в истории WWE. После того, как Роллинс сохранил титул против Миза в матче-реванше на Backlash 6 мая и против Элайаса 17 июня на Money in the Bank, на следующий вечер на Raw Роллинс проиграл Дольфу Зигглеру после того, как его отвлёк союзник Зигглера Дрю Макинтайр, завершив свое чемпионство в 71 день. Роллинс не смог вернуть титул у Зигглера в 30-минутном матче «Железный человек» на Extreme Rules 15 июля после вмешательства Макинтайра, но на SummerSlam 19 августа Роллинс победил Зигглера и вернул себе чемпионство, заручившись помощью вернувшегося Дина Эмброуза.

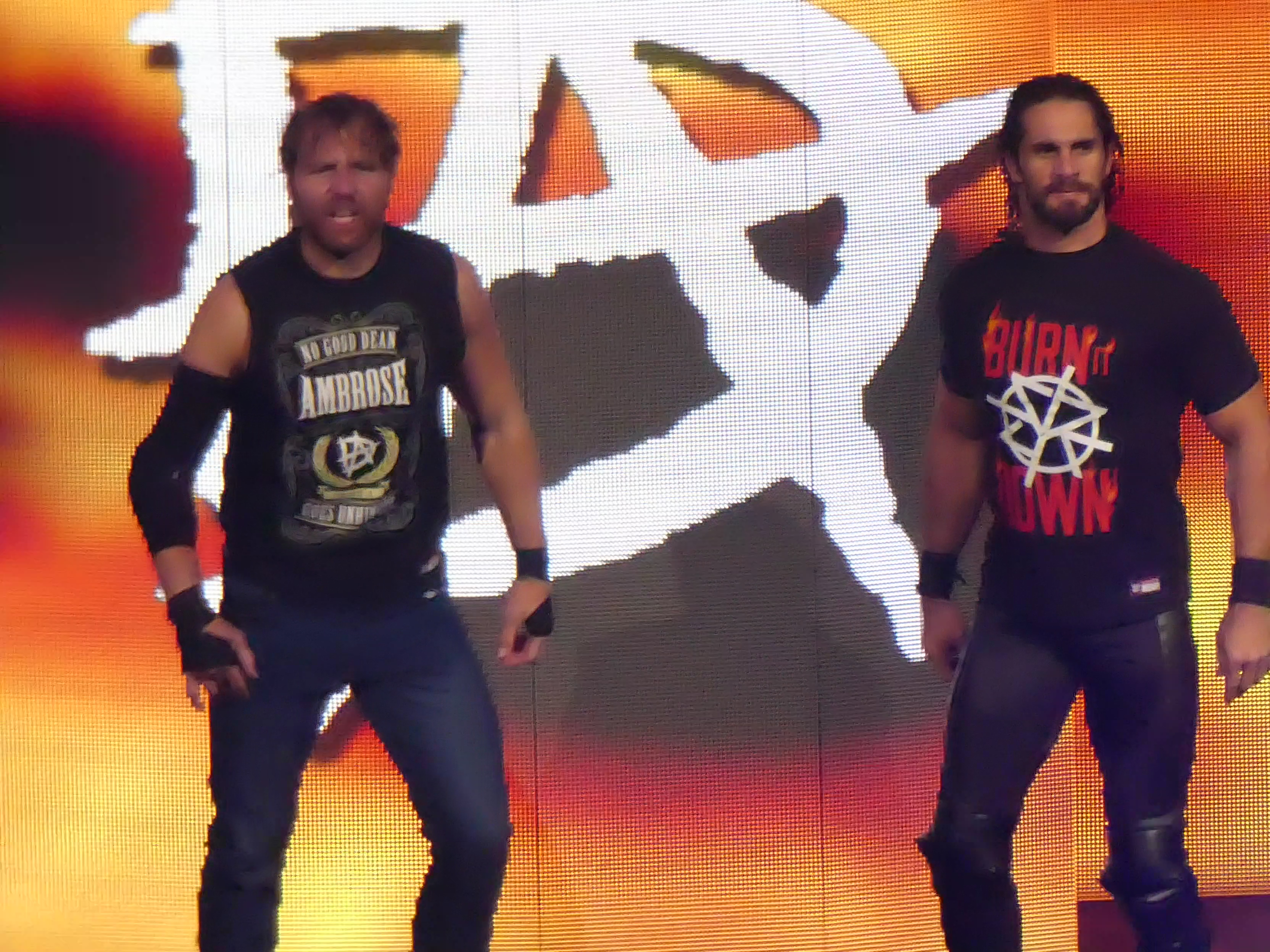
В августе 2017 года Роллинс воссоединился с Дином Эмброузом, чтобы вновь стать частью группировки «Щит»

На следующий вечер на Raw Роллинс реформировал «Щит» с Эмброузом и Романом Рейнсом, помешав Строумену обналичить свой контракт Money in the Bank против Рейнса. На Hell in a Cell 16 сентября Роллинсу и Эмброузу не удалось выиграть командное чемпионств WWE Raw у Макинтайра и Зигглера. На Super Show-Down 6 октября «Щит» победил Макинтайра, Зигглера и Строумена в командном матче. Две ночи спустя на Raw «Щит» потерпел поражение от этого трио в матче-реванше, причём Эмброуз ушёл от своих товарищей после поражения.

#### Чемпион Вселенной WWE (2018—2019)
На эпизоде Raw от 22 октября Роман Рейнс взял перерыв из-за возвращения лейкемии. Позже тем же вечером Роллинс и Эмброуз победили Зигглера и Макинтайра и выиграли командное чемпионство WWE Raw (сделав Роллинса двойным чемпионом), но Эмброуз отвернулся от Роллинса, когда тот напал на него, разжёг вражду между ними и снова распустил «Щит». Роллинс и Эмброуз потеряли титулы на эпизоде Raw 5 ноября, когда Роллинс проиграл матч с гандикапом команде «Авторы боли» (Акам и Резар). 18 ноября на Survivor Series Роллинс победил чемпиона Соединённых Штатов Синсукэ Накамуру в межбрендовом матче — чемпион против чемпиона. 16 декабря на TLC: Tables, Ladders & Chairs Роллинс проиграл интерконтинентальное чемпионство Эмброузу, завершив своё чемпионство в 119 дней. Роллинсу несколько раз не удавалось отвоевать чемпионство у Эмброуза, в том числе в матче с удержаниями где угодо, когда вмешался Бобби Лэшли, и в матче тройной угрозы, где Лэшли выиграл титул, победив Эмброуза.
27 января 2019 года на Royal Rumble Роллинс выиграл свой первый матч «Королевская битва», для победы выбросив Брона Строумена. На следующий вечер на шоу Raw Роллинс бросил вызов Броку Леснару в борьбе за титул чемпиона Вселенной WWE на WrestleMania 35. Вскоре после этого Роллинс помирился с Эмброузом и недавно вернувшимся Рейнсом, чтобы в третий раз создать «Щит». Трио победило Дрю Макинтайра, Бобби Лэшли и Барона Корбина 10 марта на Fastlane. На WrestleMania 35 7 апреля Роллинс победил Леснара и впервые завоевал титул чемпиона Вселенной.

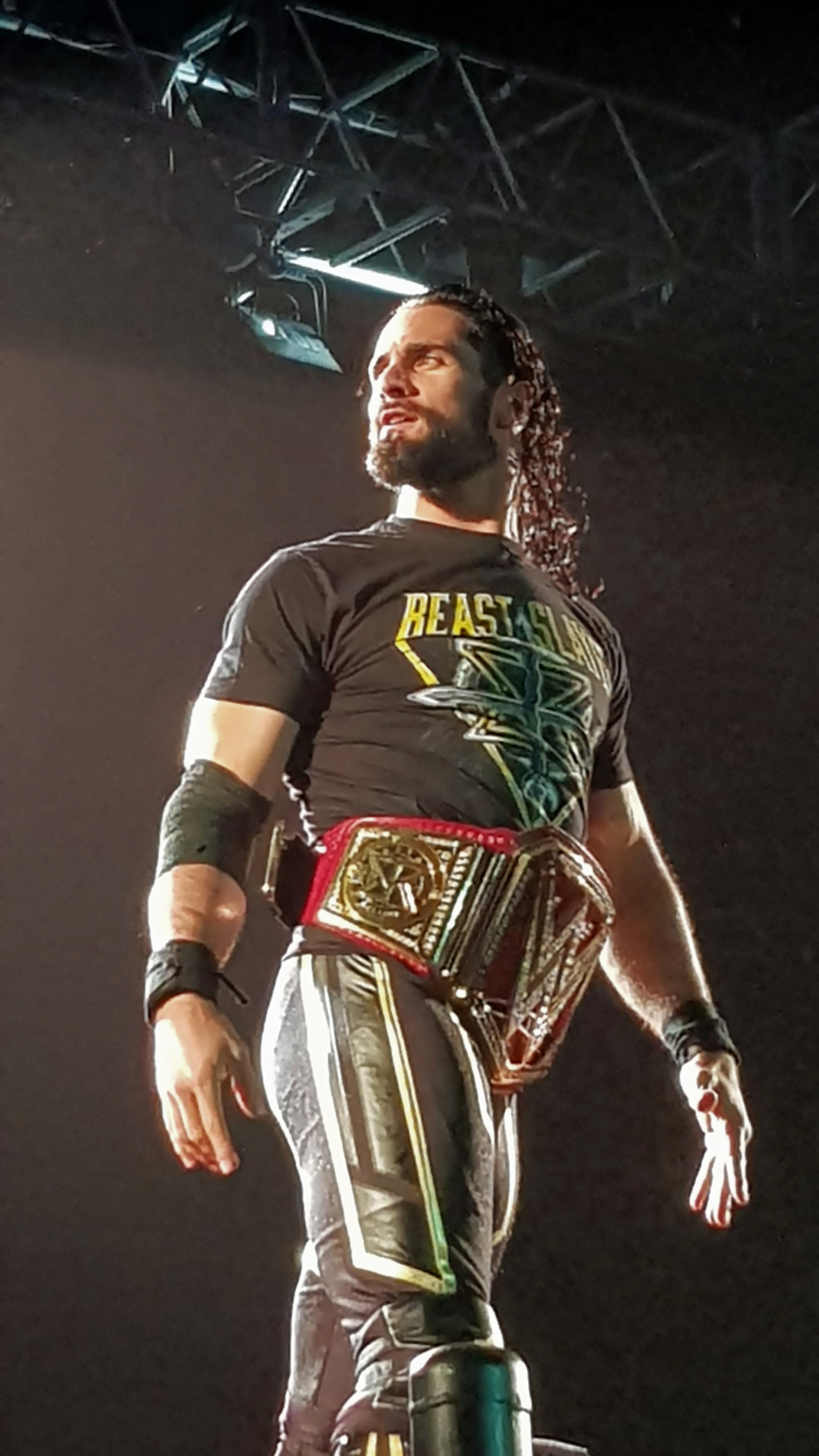
Роллинс с титулом чемпиона Вселенной WWE в мае 2019 года

После этого Роллинс вступил во вражду с Эй Джей Стайлзом, сохранив титул чемпиона Вселенной против него 19 мая на Money in the Bank. Роллинс успешно защитил титул против Корбина на Super ShowDown 7 июня и на Stomping Grounds 23 июня; на последней защите титула в качестве специального приглашённого рефери присутствовала Лейси Эванс. Он выиграл с помощью своей жены и чемпионки WWE Raw среди женщин Бекки Линч, чтобы преодолеть предвзятое судейство Эванс. Роллинс и Линч победили Корбина и Эванс на Extreme Rules 14 июля в матче смешанных команд по экстремальным правилам «Победитель получает всё». После этого Роллинс проиграл титул Леснару, который обналичил свой контракт Money in the Bank, завершив свое чемпионство в 98 дней. На следующий вечер на шоу Raw Роллинс выиграл баттл-роял десяти человек за право сразиться с Леснаром за чемпионский титул на SummerSlam, последним выбросив Рэнди Ортона. На этом шоу 11 августа Роллинс победил Леснара и вернул себе чемпионство, став вторым рестлером, владевшим титул чемпиона Вселенной более одного раза. Он также стал первым рестлером, победившим Леснара на WrestleMania и SummerSlam.
На эпизоде Raw 19 августа Роллинс выиграл свой рекордный пятый титул командного чемпиона WWE Raw вместе с Броном Строуменом, победив Карла Андерсона и Люка Галлоуса. На Clash of Champions 15 сентября Роллинс и Строумен проиграли Дольфу Зигглеру и Роберту Руду. Позже, тем же вечером, Роллинс сохранил титул чемпиона Вселенной против Строумена, но после матча на него напал «Изверг» Брэй Уайатт. 6 октября в Hell in a Cell Роллинс защищал свой титул против «Изверга» в матче «Ад в клетке», который закончился остановкой рефери после того, как «Изверг» был погребён под несколькими видами оружия и получил удар кувалдой от Роллинса; это решение было негативно воспринято критиками и фанатами. 31 октября на Crown Jewel Роллинс проиграл титул чемпиона Вселенной «Извергу» в матче с удержаниями где угодно, завершив своё второе чемпионство в 80 дней.

#### Мессия (2019 — 2021)
Роллинс был выбран капитаном команды Raw против команды SmackDown и команды NXT 24 ноября на Survivor Series, где победу одержала команда SmackDown. На следующий вечер в эфире Raw Роллинс обругал весь состав Raw за то, что они «провалили матч» и не смогли победить. Эти комментарии привлекли внимание Кевина Оуэнса, который напал на Роллинса и вызвал его на матч, который закончился дисквалификацией после того, как «Авторы боли» (Акам и Резар) напали на Оуэнса. В эпизоде Raw от 9 декабря, несмотря на то, что ранее Роллинс отрицал союз с «Авторами», он присоединился к ним, напав на Оуэнса, и впервые с 2016 года стал хилом.
После этого Роллинс стал называть себя «Мессией вечера понедельника», заявляя, что он «жертвует» своими противниками ради «высшего блага», и создал группировку с «Авторами боли» и Бадди Мерфи. Роллинс и Мёрфи победили «Викингов-рейдеров» и выиграли командное чемпионство WWE Raw на эпизоде Raw от 20 января 2020 года, что сделало его рекордным шестикратными чемпионами. Роллинс участвовал в «Королевской битве» 26 января 2020 года в качестве последнего участника, но был выброшен победителем Дрю Макинтайром. Роллинс и Мёрфи сохранили титулы против «Уличной наживы» на Super ShowDown 27 февраля, но проиграли им на Raw 2 марта. Через шесть дней Роллинсу и Мёрфи не удалось отвоевать титул у «Уличной наживы» на Elimination Chamber. На WrestleMania 36 4 апреля Роллинс встретился с Оуэнсом в матче без дисквалификации, который он проиграл, завершив их вражду.
На Money in the Bank 10 мая Роллинс безуспешно бросил вызов Дрю Макинтайру в борьбе за титул чемпиона WWE. На следующий вечер на Raw Роллинс напал на Рея Мистерио и повредил ему глаз стальными ступеньками ринга. На эпизоде Raw от 18 мая Роллинс завербовал Остина Тиори в свою группировку. В итоге Мистерио вернулся и вызвал Роллинса на матч «Око за око», в котором единственным способом победить было извлечь глазное яблоко соперника. Матч состоялся на The Horror Show at Extreme Rules 19 июля, и Роллинс победил, использовав ступеньки ринга для удаления глаза Мистерио. В последующие недели сын Рея Мистерио Доминик рассказал Роллинсу о нападениях на него и его отца. На SummerSlam 23 августа Роллинс победил Доминика в уличной драке. На следующий вечер на Raw был назначен командный матч Роллинса и Мёрфи против Рея и Доминика Мистерио на Payback 30 августа, в котором Роллинс и Мёрфи проиграли Рею и Доминику.
На эпизоде Raw от 5 октября Мёрфи напал на Роллинса после того, как тот отказался извиниться перед ним, тем самым положив конец их союзу. В рамках октябрьского драфта WWE 2020 года Роллинс был выбран на бренд SmackDown. В эпизоде SmackDown от 20 ноября Роллинс проиграл Мёрфи, положив конец вражде. На Survivor Series два дня спустя Роллинс был частью команды SmackDown, но был первым устранён Шимусом после того, как «пожертвовал» собой, и его команда проиграла матч.

#### Визионер (2021—2023)
После двухмесячного перерыва Роллинс вернулся на Royal Rumble 31 января 2021 года, войдя в матч «Королевская битва» под номером 29 и продержавшись до финальной тройки, после чего был выбит победителем Эджем. Роллинс вернулся на SmackDown в эпизоде 12 февраля, заявив, что он лидер, который нужен SmackDown, и что состав SmackDown должен «принять видение», в результате чего раздевалка отвернулась от него. Затем Роллинс напал на Сезаро, который был единственным, кто остался, начав с ним вражду. На Fastlane 21 марта Роллинс победил Синсукэ Накамуру. В первый вечер WrestleMania 37 10 апреля Роллинс проиграл Сезаро. На WrestleMania Backlash 16 мая Роллинс появился, чтобы атаковать Сезаро стальным стулом. 20 июня на Hell in a Cell Роллинс победил Сезаро. На эпизоде SmackDown 9 июля Роллинс снова победил Сезаро, чтобы получить право на участие в матче Money in the Bank, завершив тем самым их вражду. На Money in the Bank 18 июля Роллинсу не удалось выиграть контракт, так как матч выиграл Биг И.
В тот же вечер Роллинс вмешался в главное событие, где Роман Рейнс защищал чемпионство Вселенной WWE против Эджа, отвлекая рефери, что стоило Эджу победы. В последующие недели Роллинс и Эдж противостояли друг другу и нападали друг на друга до эпизода SmackDown от 6 августа, где Эдж бросил вызов Роллинсу на матч на SummerSlam, который Роллинс принял. На шоу 21 августа Эдж победил Роллинса болевым. Матч-реванш состоялся 10 сентября на SmackDown, где победу одержал Роллинс. В рамках драфта 2021 года Роллинс был выбран на бренд Raw. В эпизоде SmackDown от 8 октября Эдж потребовал провести между ними матч «Ад в клетке», который был официально назначен на Crown Jewel. На шоу 21 октября Роллинс был побеждён Эджем, что положило конец их вражде. На Survivor Series 21 ноября Роллинс принял участие в матче на выбывание в составе команды Raw и выиграл матч как единственный выживший, устранив Джеффа Харди.
В эпизоде Raw от 25 октября Роллинс победил Финна Балора, Кевина Оуэнса и Рея Мистерио в четырёхстороннем матче с лестницами и стал претендентом № 1 на титул чемпиона WWE против Биг И на Day 1. В последующие недели к матчу за звание чемпиона WWE на Day 1 были добавлены Кевин Оуэнс и Бобби Лэшли, что превратило его в четырёхсторонний матч. На Day 1 января 2022 года Роллинсу не удалось завоевать титул, так как в матч был добавлен Брок Леснар, который и выиграл матч. На Royal Rumble 29 января Роллинс встретился с Романом Рейнсом со SmackDown за титул чемпиона Вселенной WWE, выиграв матч по дисквалификации, но не завоевав титул. 18 февраля на Elimination Chamber он боролся за титул чемпиона WWE внутри одноимённой конструкции, но вылетел от рук Леснара. После этого Роллинс безуспешно пытался найти место на WrestleMania 38, пока Мистер Макмэн не объявил, что Роллинс встретится с соперником по его выбору. В первый вечер шоу 2 апреля соперником Роллинса был объявлен вернувшийся Коди Роудс, который победил Роллинса.

На WrestleMania Backlash 8 мая Роллинс проиграл Роудсу во второй раз. На следующем выпуске Raw Роллинс напал на Роудса и избил его во время матча за звание чемпиона Соединённых Штатов против Тиори. На следующей неделе Роудс бросил Роллинсу вызов на матч на «Ад в клетке», который Роллинс принял. На шоу 5 июня Роллинс в третий раз проиграл Роудсу. Матч получил 5-звездочный рейтинг от журналиста Дэйва Мельтцера, став первым матчем основного ростера WWE, получившим 5-звездочный рейтинг с 2011 года, и первым матчем в карьере Роллинса, получившим такой рейтинг. На эпизоде Raw от 13 июня Роллинс победил Эй Джей Стайлза, чтобы получить право на участие в матче на Money in the Bank 2 июля, который выиграл Тиори.

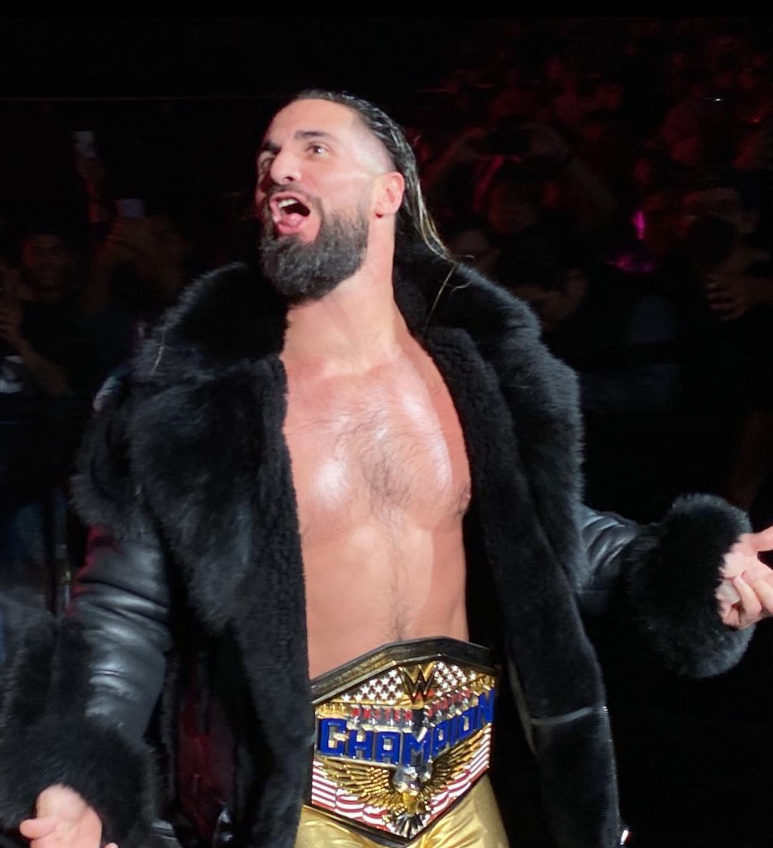
Роллинс как чемпион Соединённых Штатов WWE в октябре 2022 года

На следующем Raw победил Иезекииля, отомстив ему за испорченный костюм, который тот ранее испачкал кетчупом во время празднования Дня независимости. На шоу SummerSlam Роллинс получил матч против Риддла, с которым у него ранее были не только сюжетные разногласия, но и трения за пределами рестлинга. Этот матч был снят с шоу после того, как Роллинс нанёс Риддлу сюжетную травму. Несмотря на это Риддл на SummerSlam обратился к Роллинсу, потребовав ответа за свои действия. Сет вышел к рингу и напал на Риддла. Их матч был назначен на британское стадионное шоу Clash at the Castle, и этот матч снова остался за Роллинсом. Матч-реванш рестлерам назначили на Extreme Rules несмотря на то, что Роллинс всячески сопротивлялся этому. Риддл потребовал, чтоб матч был проведён по особенным правилам — «Бойцовой ямы», и Роллинс согласился. Матч судил экс-чемпион UFC Даниэль Кормье, и он зафиксировал победу Риддла в этом поединке.
В эпизоде Raw от 10 октября Роллинс во второй раз выиграл титул чемпиона Соединённых Штатов, победив Бобби Лэшли после того, как вернувшийся Брок Леснар напал на Лэшли перед матчем. Это сделало его вторым рестлером (после Миза), который стал двукратным чемпионом Большого шлема. На следующей неделе на Raw Роллинс успешно защитил титул против Риддла, положив конец их вражде. В эпизоде Raw от 7 ноября Роллинс бросил открытый вызов, на который ответил Лэшли, напавший на Роллинса до начала матча. В результате Остин Тиори обналичил свой контракт Money in the Bank. Однако из-за вмешательства Лэшли Роллинс сохранил титул. После этого Роллинс начал вражду с Тиори, впервые с 2019 года став фейсом. На Survivor Series WarGames 26 ноября Роллинс проиграл чемпионат Соединённых Штатов Тиори в матче, в котором также участвовал Лэшли, завершив своё 47-дневное чемпионство. В эпизоде Raw от 12 декабря Роллинс победил Лэшли, чтобы заработать ещё один матч за звание чемпиона Соединённых Штатов против Тиори. В эпизоде Raw от 2 января 2023 года Роллинс не смог отвоевать титул у Теори. 28 января Роллинс вышел на матч «Королевская битва» под номером 15, но был выброшен Логаном Полом.

#### Чемпион мира в тяжёлом весе (с 2023)

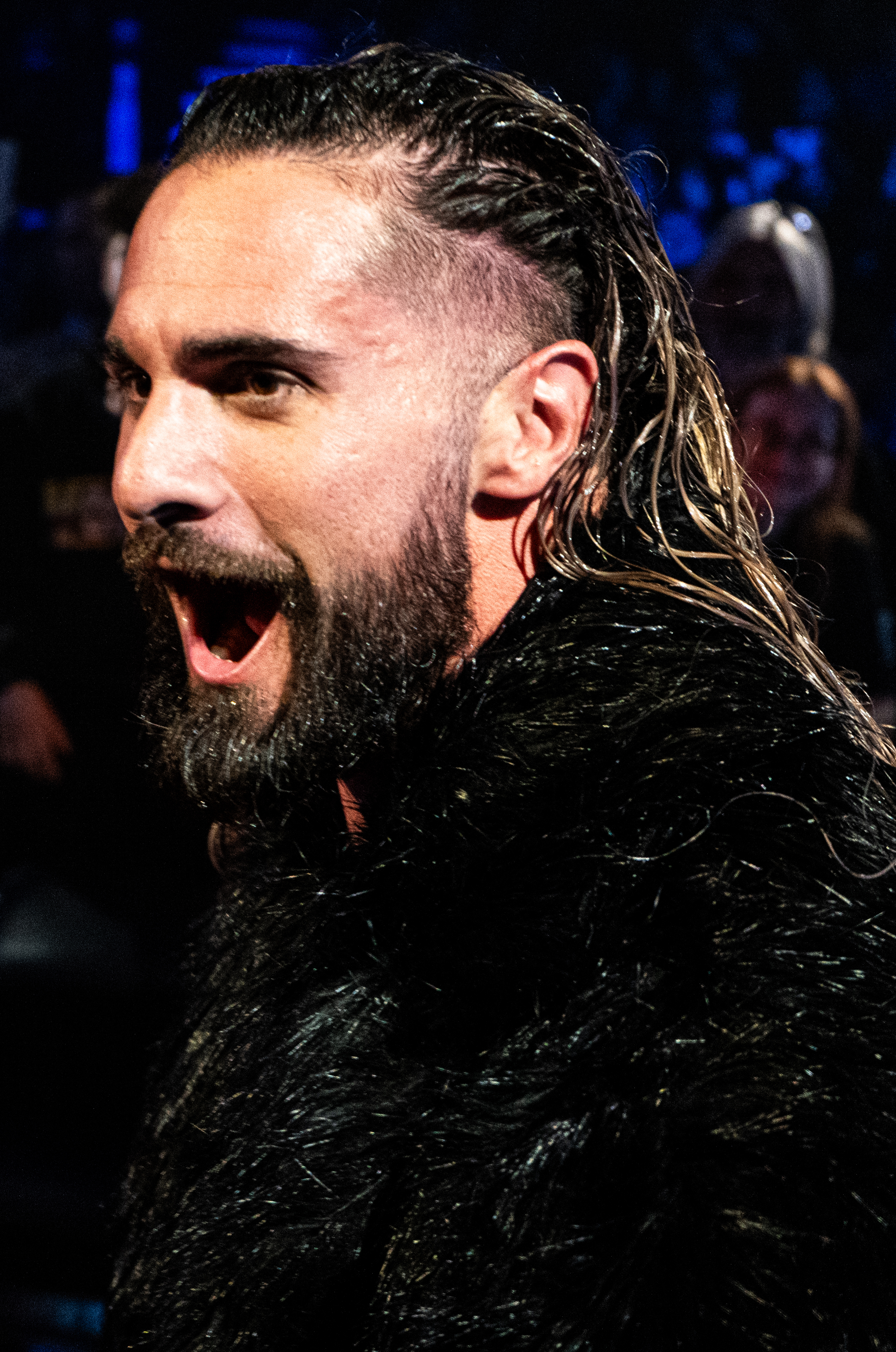
Роллинс в 2024 году

В эпизоде Raw от 8 мая Роллинс выиграл право побороться за новый титул чемпиона мира в тяжелом весе на Night of Champions. На Night of Champions Роллинс победил Эй Джей Стайлза в финале турнира и стал первым чемпионом. Через год, Роллинс проиграл титул Дрю Макинтайру.

## Личная жизнь
Лопес — атеист. Он болеет за команды «Чикаго Беарз» и «Сент-Луис Кардиналс».
В 2014 году Лопес и его бывший партнёр по команде Марек Брейв основали школу рестлинга под названием The Black & The Brave Wrestling Academy в Молине, Иллинойс. В феврале 2019 года Лопес открыл кофейню под названием 329 Dport в своём родном городе Давенпорт, Айова.
9 февраля 2015 года обнажённая фотография бывшей рестлерши NXT Захры Шрайбер, которая, по слухам, была девушкой Лопеса, была размещена в его аккаунтах в социальных сетях, содержание которых автоматически транслировались на официальный сайт WWE. Вскоре после этого обнажённые фотографии Лопеса были размещены на странице в Твиттере его тогдашней невесты, Лейлы Шульц. В ответ Лопес извинился за «частные фотографии, которые были распространены без его согласия». 25 февраля 2016 года Лопес расстался со Шрайбер.
13 мая 2019 года было подтверждено, что Лопес находится в отношениях с Ребеккой Куин, более известной как Бекки Линч. 11 мая 2020 года на Raw было объявлено, что Лопес и Куин ждут своего первого ребёнка. 4 декабря родилась их дочь, названная Ру. 29 мая 2021 года пара поженилась, об этом Лопес рассказал в своих соцсетях.

## Фильмография
Фильмы

| Год  |   | Русское название                   | Оригинальное название                 | Роль                                                                                      |
| ---- | - | ---------------------------------- | ------------------------------------- | ----------------------------------------------------------------------------------------- |
| 2016 | ф | Акулий Торнадо 4: Пробуждение      | Sharknado: The 4th Awakens            | Техник «Астер Икс» Лопес                                                                  |
| 2017 | ф | Джетсоны и WWE: Robo-WrestleMania! | The Jetsons & WWE: Robo-WrestleMania! | Сет Роллинс/Реактор Роллинс                                                               |
| 2017 | ф | Вооруженный ответ                  | Armed Response                        | Бретт                                                                                     |
| 2019 | ф | Беда                               | Trouble                               | Норм                                                                                      |
| 2020 | ф | Гламурные боссы                    | Like a Boss                           | Байрон {{ВФильме\|2025\|Капитан Америка: Новый мир\|Captain America: Brave New World\|TBA |

Телевидение

| Год  |   | Русское название                                | Оригинальное название                 | Роль     |
| ---- | - | ----------------------------------------------- | ------------------------------------- | -------- |
| 2015 | с | Экстремальное преображение: Программа похудения | Extreme Makeover: Weight Loss Edition | Сам себя |

Веб-сериалы

| Год          |    | Русское название            | Оригинальное название       | Роль             |
| ------------ | -- | --------------------------- | --------------------------- | ---------------- |
| 2015         | вс | Smosh Games                 | Smosh Games                 | Сам себя         |
| 2016         | вс | Чернила суперзвезды         | Superstar Ink               | Сам себя         |
| 2017         | вс | Southpaw Regional Wrestling | Southpaw Regional Wrestling | "Dry Rub" Doug   |
| 2015 — н. в. | вс | UpUpDownDown                | UpUpDownDown                | Сам себя/Чемпион |

Компьютерные игры

| Год  |    | Русское название         | Оригинальное название         | Роль        |
| ---- | -- | ------------------------ | ----------------------------- | ----------- |
| 2013 | ки | WWE 2K14                 | WWE 2K14                      | Сет Роллинс |
| 2014 | ки | WWE 2K15                 | WWE 2K15                      | Сет Роллинс |
| 2014 | ки | WWE Суперкарты           | WWE Supercard                 | Сет Роллинс |
| 2015 | ки | WWE 2K16                 | WWE 2K16                      | Сет Роллинс |
| 2015 | ки | WWE Бессмертные          | WWE Immortals                 | Сет Роллинс |
| 2016 | ки | WWE 2K17                 | WWE 2K17                      | Сет Роллинс |
| 2017 | ки | WWE: Чемпионы            | WWE: Champions                | Сет Роллинс |
| 2017 | ки | WWE Беспредел            | WWE Mayhem                    | Сет Роллинс |
| 2017 | ки | WWE 2K18                 | WWE 2K18                      | Сет Роллинс |
| 2018 | ки | WWE 2K19                 | WWE 2K19                      | Сет Роллинс |
| 2019 | ки | WWE 2K20                 | WWE 2K20                      | Сет Роллинс |
| 2020 | ки | Король Бойцов Все Звезды | The King of Fighters All Star |             |
| 2020 | ки | WWE Гоночные разборки    | WWE Racing Showdown           | Сет Роллинс |
| 2020 | ки | WWE 2K Поля сражений     | WWE 2K Battlegrounds          | Сет Роллинс |
| 2022 | ки | WWE 2K22                 | WWE 2K22                      | Сет Роллинс |
| 2023 | ки | WWE 2K23                 | WWE 2K23                      | Сет Роллинс |

## Приёмы
- Как Сет Роллинс
  - Завершающие приёмы
    - Pedigree (Double underhook facebuster) — 2015 — 2017; 2020 — н.в. заимствованный у Triple H.
    - Avada Kedavra[242] (Superkick стоящему на коленях противнику)[243] — 2010 — наст. время (используется как сигнатура).
    - Burning Stomp (удар ноги подошвы в лицо) 2023
    - The Stomp (Blackout; Curb Stomp) 2010—2015; 2018 — н.в
    - Sethwalker (Standing shiranui) 2011—2013[244]
    - Fall Forward Single Underhook DDT: 2015
    - Kingslayer (Revolution Knee) — 2017

  - Коронные приёмы
    - Avalanche Frankensteiner
    - Blockbuster (Diving Somersault Neckbreaker)
    - Cradle Backbreaker
    - Diving Crossbody (За пределами ринга)
    - Diving Knee Drop — 2012
    - Falcon Arrow (Sit-Out Suplex Slam), иногда после Superplex
    - Frog Splash
    - Phoenix Splash[245][246]
    - Neckbreaker
    - Slingblade
    - Slingshot Springboard Clothesline
    - Slingshot Springboard Knee Strike
    - Standing Moonsault
    - Suicide Dive
    - Three Amigos (Rolling Suplex Combo) — 2014
    - Turnbuckle/Baricade Powerbomb[245]
    - Turnbuckle Complete Shot
    - Tree Of Woe Double Foot Stomp — 2012—2015
    - Tope Con Hilo
    - Running Shooting Star Press — 2013—2015
    - Различные вариации ударов ногами
      - Avada Kedavra (Super Kick)
      - Gamengiri (Jumping Enzuiguri)
      - Running Soccer Kick
      - Single Leg Dropkick
- Как Тайлер Блек
  - Завершающие приёмы
    - Avada Kedavra (Superkick стоящему на коленях противнику); обычно выполняет после Turnbuckle Powerbomb
    - God’s Last Gift / Small Package Driver[247][248][249]
    - Paroxysm (Lifting Inverted DDT)[247][248][250][251]
    - Phoenix Splash

  - Коронные приёмы
    - Biel Toss
    - Corner Forearm Smash
    - Electric Chair Driver
    - Face Stomp
    - Frog Splash
    - Firemen’s Carry Facebuster
    - Hangman’s Neckbreaker
    - Hurricanrana, иногда Avalanche
    - Hilo
    - Knee Drop
    - Pendolum Backbreaker
    - Poisoned Frankensteiner
    - Reverse Swinging Neckbreaker
    - Middle Rope Diving Somersault Neck Twist
    - Slingshot Springboard Clothesline
    - Slingshot Springboard Plancha
    - Springboard Flip & Standing Shoooting Star Press Combo
    - Superplex, затем могут следовать некоторые коронные приёмы
    - Turnbuckle Powerbomb
    - Tree Of Woe Double Foot Stomp
    - Tope Con Hilo
    - Различные вариации приёма Moonsault
      - Diving
      - Springboard
      - Spaceman Plancha
      - Standing

    - Различные вариации ударов ногами
      - Dropkick. иногда Hesitation
      - Hanging Soccer Kick
      - Gamengiri (Jumping Enzuiguri)
      - Low-Angle Leg Lariat
      - Listo Kick
      - Pele Kick
      - Spinal Tap
      - Spinning Heel Kick
      - Slingshot Front Flip Kick
      - Yakuza Kick

### Музыкальные темы
- «Battle On» от War of Ages[252]
- «The Haunted» от Walls of Jericho[253]
- «Flesh It Out» от Blues Saraceno[254]
- «Special Op» от Джима Джонстона[255] (WWE; 16 декабря 2012 — 2 июня 2014; 9 октября 2017 — 21 апреля 2019; 29 января 2022)
- «The Second Coming» от CFO$[256] (WWE; 9 июня 2014 — 9 октября 2017)
- «The Second Coming (Burn it Down)» от CFO$ (WWE; 9 октября 2017 — 10 мая 2020; 12 февраля 2021 — 9 апреля 2021)
- «The Rising» от def rebel (WWE; 10 мая 2020 — 31 января 2021)
- «Visionary» от def rebel (WWE; 10 апреля 2021 — настоящее время)

## Титулы и достижения
- Absolute Intense Wrestling
  - Чемпион интенс-дивизиона AIW (1 раз)[257]
- All American Wrestling
  - Чемпион AAW в тяжёлом весе (2 раза)[258]
  - Командный чемпион AAW (2 раза) — с Мареком Брэйвзом (1) и Джимми Джейкобсом (1)[258]
- Florida Championship Wrestling
  - Чемпион Флориды FCW в тяжёлом весе (1 раз)
  - Чемпион-15 FCW им. Джека Бриско (1 раз)[259]
  - Командный чемпион Флориды (1 раз) — с Ричи Стимботом[260]
  - Gold Rush Tournament (2012)
  - Jack Brisco Classic (2011)[259]
  - Первый чемпион Большого шлема FCW[261]
- Full Impact Pro
  - Чемпион мира в тяжёлом весе FIP (1 раз)[250]
- Independent Wrestling Association Mid-South
  - Чемпион IWA Mid-South в полутяжёлом весе (1 раз)[257]
- Mr. Chainsaw Productions Wrestling
  - Чемпион мира MCPW в тяжёлом весе (1 раз)[262]
- NWA Midwest
  - Командный чемпион NWA Midwest (1 раз) — с Мареком Брейвом[257]
- Pro Wrestling Guerrilla
  - Командный чемпион мира PWG (1 раз) — с Джимми Джейкобсом[250]
- Pro Wrestling Illustrated
  - Команда года (2013)[263] — с Романом Рейнсом
  - Вражда года (2014) — против Дина Эмброуса
  - № 1 топ 500 рестлеров в рейтинге PWI 500 в 2015, 2019, 2023[264]
  - Рестлер года (2015)[265]
  - Матч года (2022) против Коди Роудса на Hell in a Cell (2022)
- Ring of Honor
  - Чемпион мира ROH (1 раз)[266]
  - Командный чемпион мира ROH (2 раза) — с Джимми Джейкобсом[267]
  - Survival of the Fittest (2009)[268]
- WWE
  - Чемпион мира в тяжёлом весе (1 раз )
  - Чемпион Вселенной WWE (2 раза)
  - Чемпион NXT (1 раз, первый в истории)
  - Чемпион мира WWE в тяжёлом весе (2 раза)
  - Чемпион Соединённых Штатов WWE (2 раза)
  - Интерконтинентальный чемпион WWE (2 раза)
  - Командный чемпион WWE Raw (6 раз) — с Романом Рейнсом (1), Дином Эмброузом (2 раза), с Джейсоном Джорданом (1 раз), с Броном Строумэном (1), с Мёрфи (1)
  - Двадцать девятый чемпион Тройной короны
  - Одиннадцатый чемпион Большого шлема
  - Победитель Money in the Bank (2014, 2025)
  - Slammy Award:
    - 2013 — Группировка года Щит (Дин Эмброус, Сет Роллинс и Роман Рейнс)
    - 2013 — Хэштэг года #BelieveInTheShield
    - 2013 — Прорыв года Щит (Дин Эмброус, Сет Роллинс и Роман Рейнс)
    - 2014 — Группировка года Щит (Дин Эмброус, Сет Роллинс и Роман Рейнс)
    - 2014 — Подстава года за подставу Романа Рейнса и Дина Эмброуса на RAW от 2 июня
    - 2014 — Кричалка года «You Sold Out»
    - 2014 — Анти-гравитационный момент года за прыжок с балкона на Payback (2014)
    - 2014 — Матч года команда Сины против команды Руководства на Survivor Series (2014)
    - 2015 — СуперЗвезда года

  - Победитель Royal Rumble 2019
- Wrestling Observer Newsletter
  - Команда года (2013) с Романом Рейнсом
  - Лучший фильм (2016) Network special: Seth Rollins: Redesign, Rebuild, Reclaim
  - Матч на 5 звёзд пр. Коди Роудс на Hell in a Cell (2022)[269]